# 세토자키촌
세토자키촌(瀬戸崎村)은 에히메현 오치군에 설치된 촌이다. 